# Інститут перспективних досліджень
Інститут перспективних досліджень (англ. Institute for Advanced Study; скорочено IAS) — науково-дослідний інститут в Прінстоні, штат Нью-Джерсі, США. Саме там працювали після еміграції в США такі знамениті вчені, як Альберт Ейнштейн, Джон фон Нейман і Курт Гедель. Трапляються також інші варіанти перекладу назви: Інститут фундаментальних досліджень, Інститут передових досліджень.

## Історія
Інститут був заснований в 1930 році Луїсом Бамбергером і його сестрою Кароліною Бамбергер Фульда, які пожертвували 5 мільйонів доларів. Новий інститут взяв на роботу багатьох учених, які втекли з Європи від загрози нацизму.
Незважаючи на близькість розташування, Інститут з моменту утворення не мав і не має формальних зв'язків ні з Принстонським університетом, ні з будь-яким іншим навчальним закладом. Однак Інститут і Принстонський університет тісно співпрацюють у багатьох спільних проектах.
Вся наукова діяльність в Інституті фінансується за рахунок грантів і пожертвувань. Дослідження ніколи не робляться на замовлення і не спрямовуються ззовні — кожен дослідник працює над тим, що йому цікаво.
Щороку набирають 29 постійних членів та 190 запрошених з більш ніж 100 університетів і науково-дослідних інститутів. Відбір в кожну Школу відбувається з близько 1,500 кандидатів, серед яких бувають як молоді дослідники, так і досвідчені науковці. Потрапити до Інституту можна на період від одного семестру до декількох років, але більшість залишається на рік.

## Структура
Інститут ділиться на чотири дослідні «Школи»:
- Історична
- Математична
- Природничі науки
- Соціальні науки

## Знамениті співробітники Інституту
- Майкл Атія
- Герман Вейль
- Едвард Віттен
- Курт Гедель
- Фрімен Дайсон
- Джон фон Нейман
- Еммі Нетер
- Роберт Оппенгеймер
- Ервін Панофскі
- Джордж Юджин Уленбек
- Альберт Ейнштейн
- Пал Ердеш
- Ендре Семереді
- Пітер Голдрайх